# Edmund Isham (6e baronnet)
Edmund Isham (18 décembre 1690 - 15 décembre 1772), 6e baronnet de Lamport, Northamptonshire est député pendant plusieurs mandats successifs sous les règnes de George II et George III d'Angleterre.

## Biographie

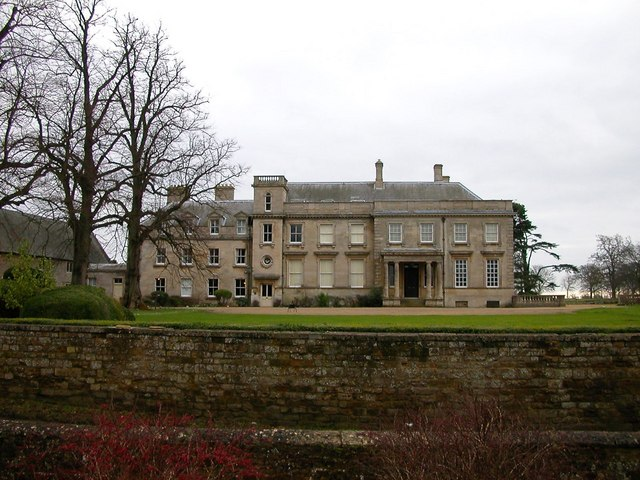
Lamport Hall, Isham, Norfolk

Edmund Isham est le fils de Justinian Isham (4e baronnet) de Lamport, Northamptonshire, et à son épouse, Elizabeth Turnor. Il fait ses études à la Rugby School et au Wadham College à Oxford et entame une carrière juridique, devenant avocat au Doctors 'Commons (1724) et avocat-juge à la Cour d’amirauté (1731-1741).
Inopinément, il devient baronnet de Lamport le 5 mars 1737, lorsque son frère aîné Justinian Isham (5e baronnet) meurt sans enfants. Quelques jours plus tard, le 31 mars 1737, il est facilement élu à la place de son frère au Parlement en tant que député conservateur du Northamptonshire. Il hérite également du siège familial de Lamport Hall.
Il est décédé le 15 décembre 1772. Bien qu'il se soit marié deux fois, il ne laisse aucun enfant et c'est donc son neveu Justinian Isham (7e baronnet), fils de son frère cadet, le révérend Euseby Isham, qui lui succède. Il y a une peinture de Sir Edmund de Thomas Hudson accrochée à Lamport Hall.